# Вимољ при Предграду
Вимољ при Предграду (словен. Vimolj pri Predgradu) је насељено место у општини Кочевје, регија Југоисточна Словенија, Словенија.

## Историја
До територијалне реорганизације у Словенији био је у саставу старе општине Кочевје.

## Становништво
У попису становништва из 2011. године, Вимољ при Предграду је имао 19 становника.
| Број становника према пописима | Број становника према пописима | Број становника према пописима |
| ------------------------------ | ------------------------------ | ------------------------------ |
| 1991                           | 2002                           | 2011                           |
| 16                             | 14                             | 19                             |

Напомена: До 1953. исказивано под именом Вимољ. Године 2014. извршена је мања размена територија између насеља Вимољ при Предграду и Краљи.